# Rogue (película)
Rogue (2007) —en español: «El territorio de la bestia» y en Hispanoamérica como «Terror bajo el agua» o «Come hombres»— es una película australiana independiente de acción y terror acerca de un grupo de turistas en Australia que se convierten en la presa de un gigantesco cocodrilo come hombres. Rogue se estrenó en Australia el 8 de noviembre de 2007.
La película la protagonizan Michael Vartan y Radha Mitchell, y fue dirigida, escrita y producida por Greg McLean, que también dirigió la película indoaustraliana de terror Wolf Creek de 2005. La película estuvo inspirada en el hecho real de «Sweetheart», un gigantesco cocodrilo australiano que atacaba embarcaciones a finales de los 70.

## Sinopsis
Pete McKell (Michael Vartan) es un escritor de guías turísticas que llega al norte de Australia para viajar por un río repleto de cocodrilos. Desde un principio no se lleva bien con la guía del tour, Kate Ryan (Radha Mitchell), pero pronto se ven en la necesidad de poner a un lado sus diferencias pues se desvían de la ruta normal y quedan varados en una pequeña isla de lodo tras ser atacados por un enorme cocodrilo. Sin comunicación con la civilización y con la marea que sube, ellos se ven obligados a buscar la manera de vencer al tremendo monstruo, antes de convertirse en sus presas.

## Reparto
- Michael Vartan como Pete McKell.
- Radha Mitchell como Kate Ryan.
- Sam Worthington como Neil Kelly.
- Caroline Brazier como Mary Ellen.
- Stephen Curry como Simon.
- Celia Ireland como Gwen.
- John Jarratt como Russell.
- Heather Mitchell como Elizabeth.
- Geoff Morrell como Allen.
- Damien Richardson como Collin.
- Robert Taylor como Everett.
- Mia Wasikowska como Sherry «Sher».

## Recepción

### Taquilla
Rogue debutó en la taquilla australiana el 11 de noviembre de 2007 haciendo A$667 194. Después de 11 semanas en los cines de la nación recaudó A$1,8 millones. En Estados Unidos se estrenó el 25 de abril de 2008 y en su primer fin de semana recaudó $7 711. Permaneció en teatros durante tres días más antes de sacarla de cartelera con una baja recaudación de $10 452. Al 8 de agosto de 2008, Rogue había logrado obtener A$3 475 708 a nivel mundial, en Venezuela se estrenó el 10 de agosto de 2008 perdurando 1 mes en la cartelera.

### Respuesta de la crítica
Aunque la película fue un fracaso de taquilla, ha recibido críticas muy positivas. El crítico Leigh Paatsch del Herald Sun de Melbourne le dio a la película tres de cinco estrellas afirmando que «si hay que ver al menos una película sobre un cocodrilo asesino antes de morir, puede ser esta pulida película australiana de bajo presupuesto». La crítica Sandra Hall del Sydney Morning Herald le dio a la película tres y media estrellas de cinco escribiendo que «es casi elegante. Su única desventaja es que evoca las inevitables comparaciones con Tiburón... un punto de referencia que la película no tiene esperanzas de alcanzar».
Al 2 de noviembre de 2011, la película mantiene un 100% de aprobación de 11 comentarios en Rotten Tomatoes con un promedio de 7.7 /10.

## Medios de difusión
Rogue fue lanzada en DVD en Australia el 29 de mayo de 2008. Las características especiales del DVD incluyen una realización del documental de Rogue, cinco cortos y un tráiler teatral. Un DVD región 1 fue lanzado en agosto de 2008, que incluía un comentario de audio exclusivo, no contenido en ninguna otra versión.